# Titus Vibius Varus (Konsul 134)
Titus Vibius Varus war ein im 2. Jahrhundert n. Chr. lebender römischer Politiker.
Von der Laufbahn des Varus sind nur zwei Stationen bekannt. Durch Inschriften ist belegt, dass er 134 zusammen mit Lucius Iulius Ursus Servianus ordentlicher Konsul war. Durch ein Militärdiplom ist nachgewiesen, dass er dieses Amt noch am 2. April zusammen mit Titus Haterius Nepos, einem Suffektkonsul, ausübte. Durch eine Stelle in den Digesten (XXII, 5,3,1) ist belegt, dass er Statthalter (Legatus) in der Provinz Cilicia war; da dieser Posten dem Konsulat vorausging, amtierte er vermutlich von 130/131 bis 132/133 in der Provinz.
Der Vater von Varus war Titus Vibius Varus, Suffektkonsul im Jahr 115.